# Djursholmsbanans elverk

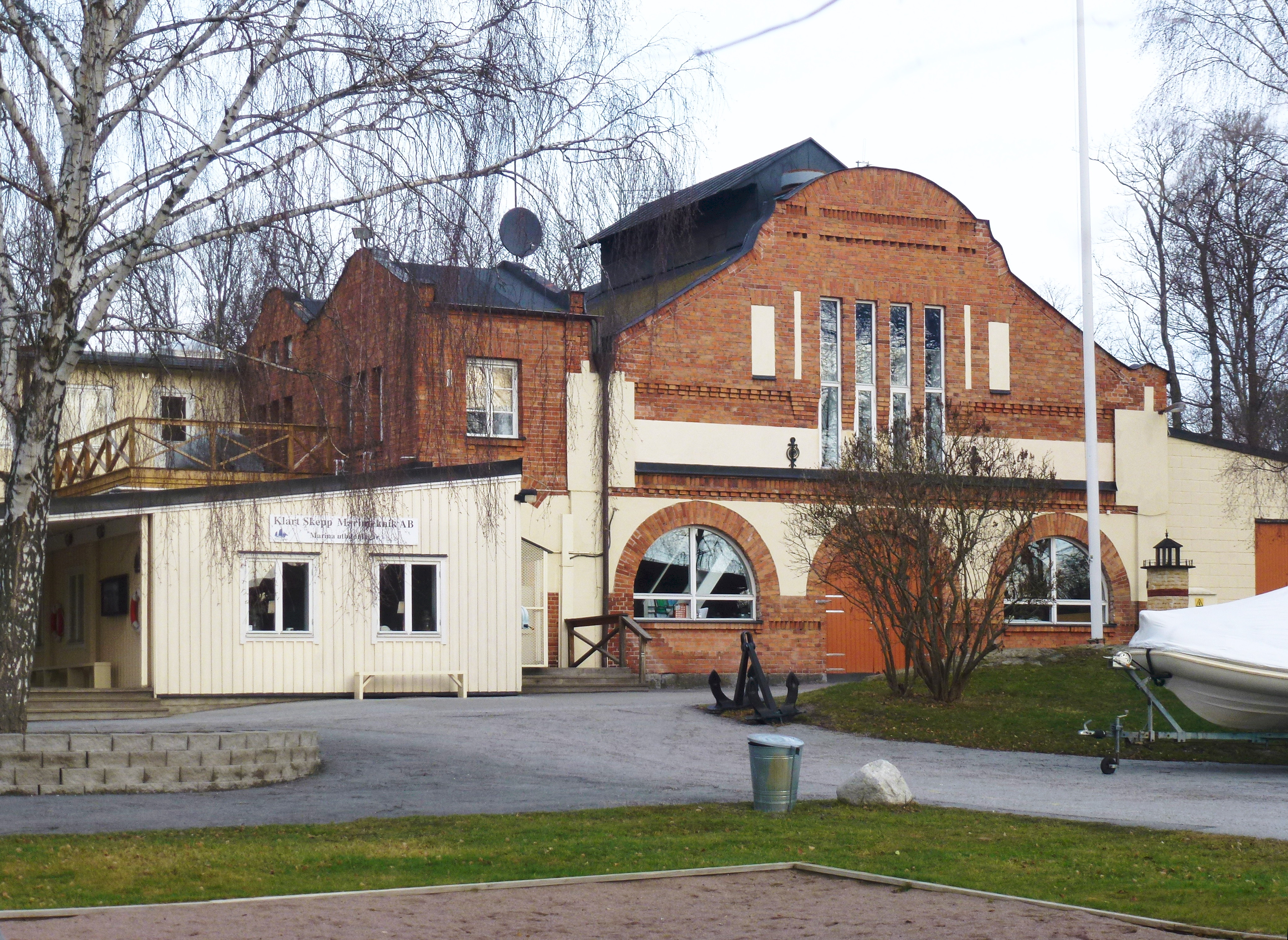
F.d. Djursholmsbanans elverk, februari 2014.

Djursholmsbanans elverk (eller Stocksunds elektricitetsverk) låg i nuvarande kvarteret Skorstenen, vid Stocksunds hamn i Stocksund, Danderyds kommun. Elverket uppfördes 1893 med syfte att leverera elektrisk energi till Djursholmsbanan. Anläggningen, som ritades av arkitekt Sigge Cronstedt, har sedan elverksamheten upphörde även varit filmateljéer för bland annat Film AB Imago, Filmindustri AB Skandia och Svensk TV-produktion samt studio för Utbildningsradion och används numera av Marina läroverket. Byggnaden klassades av kommunen som ”kulturhistoriskt värdefull” vilket betyder att den inte får förvanskas.

## Historik

### Elproduktion

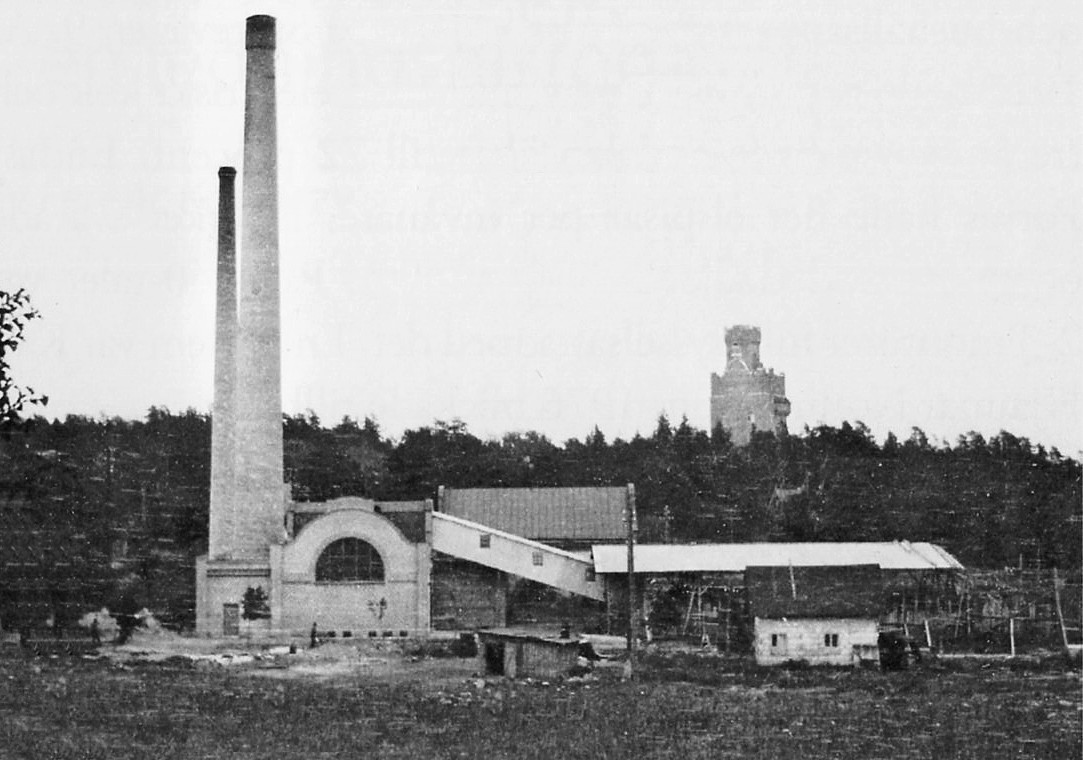
Djursholmsbanans elverk, före 1921. I bakgrunden syns Cedergrenska tornet.

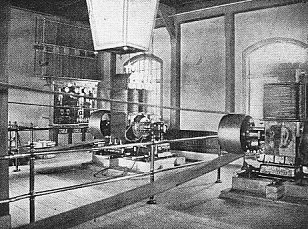
Maskinhallen, interiör 1904.

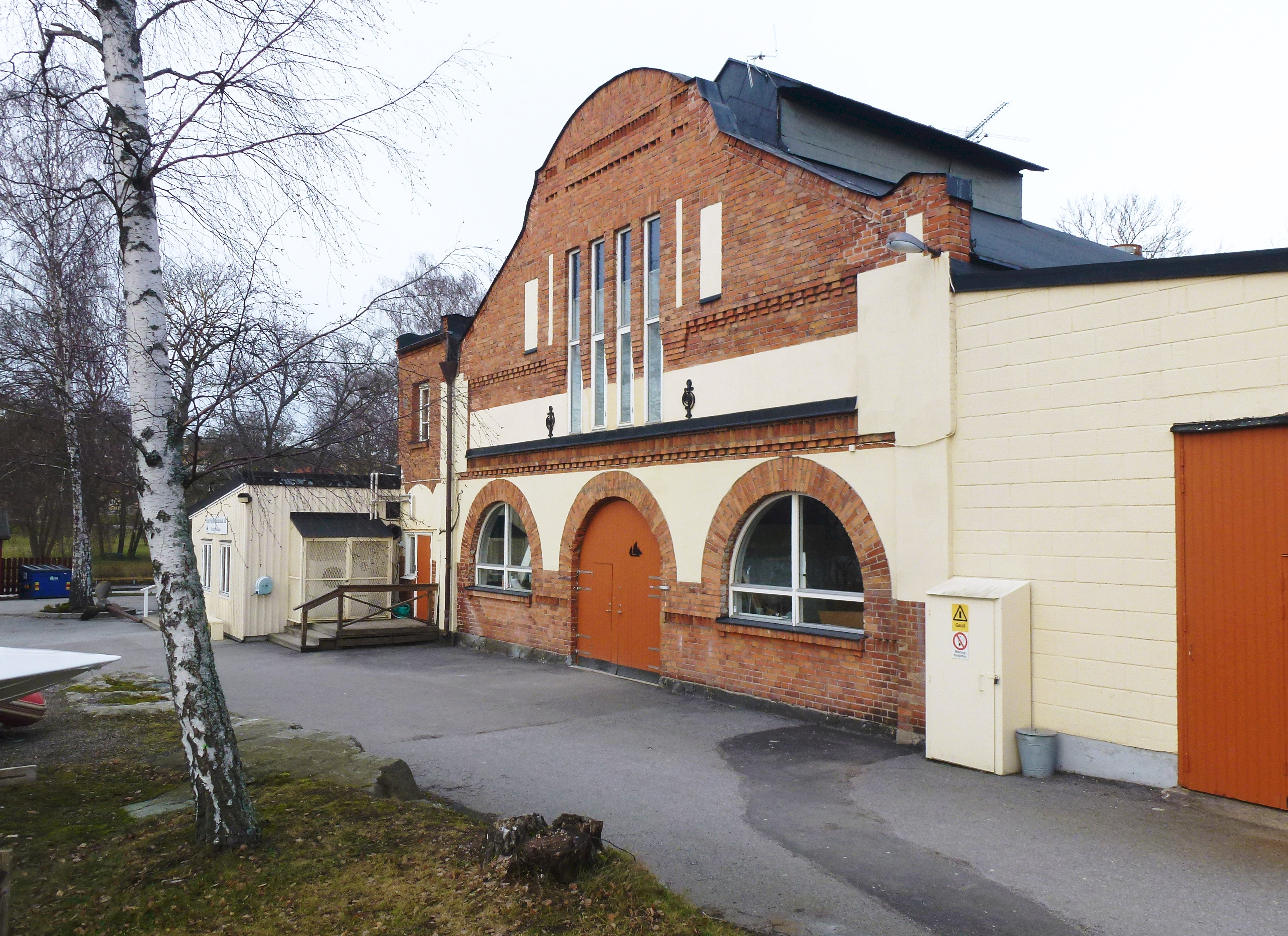
Maskinhallen, fasad mot syd, numera Marina läroverket, februari 2014.

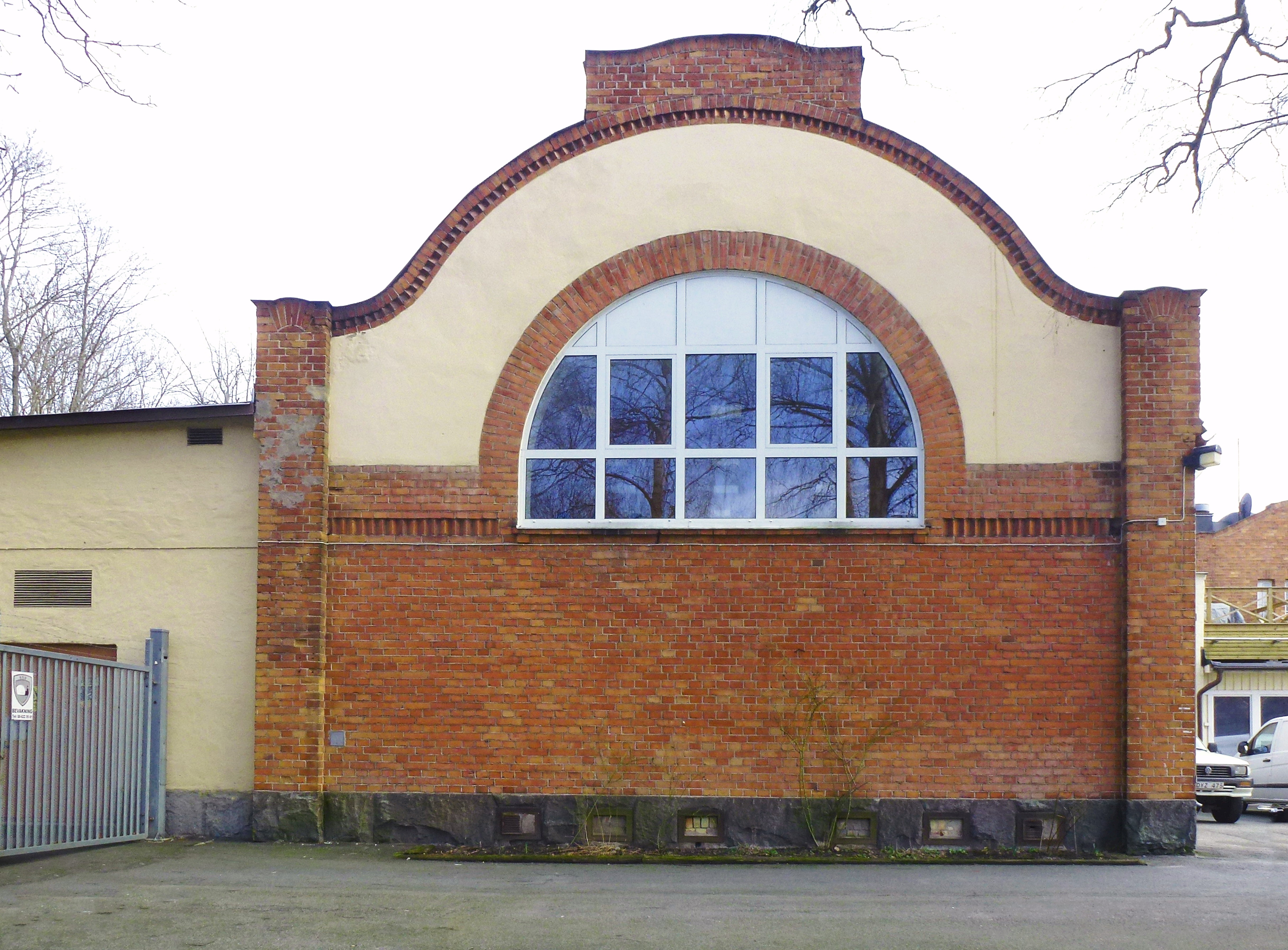
Maskinhallen, gavel mot väst.

Elverket var ett koleldat ångkraftverk som från och med 1895 levererade likström till nya Djursholmsbanan och efter en till- och ombyggnad 1903 även elenergi till Stocksunds municipalsamhälle. Koncessionen för elektrisk drift av Djursholmsbanan erhölls 1894 och 1895 började världens första elektriska tåg för persontransport sin regelbundna trafik som sköttes av Stockholm–Roslagens Järnvägar (SRJ). Elverket hade placerats strategiskt vid Stocksunds hamn, där kol lätt kunde lossas och där verket låg ungefär mitt emellan banans ändhållplatser Engelbrektsplan i Stockholm och Framnäsviken i Djursholm, en sträcka på 16,4 kilometer. Placeringen var viktig med tanke på att längre ledningssträckor medförde stora överföringsförluster med dåtidens teknik.
Till arkitekt anlitades Sigge Cronstedt, han ritade även Mörby verkstäder för Roslagsbanan och samtliga stations- och hållplatsbyggnader utefter Djursholmsbanan, såsom stationshuset vid den intillighande Stocksunds station). Även elverkets byggnad ritade han i en jugendinspirerad tegelarkitektur. Verket utrustades till en början med tre generatorer med en sammanlagd effekt på 265 kW, levererade av Mather & Platt i Manchester. Ångmaskinen kom från Munktells Mekaniska Verkstad i Eskilstuna. Dessutom fanns ackumulatorer som kopplades in vid toppbelastningar eller elavbrott. Strömmen gick enbart till järnvägens drift, för belysning var spänningen för hög.
År 1903 byggdes verket till med en stor maskinhall där man installerade generatorer för alstring av trefas växelström med elektrisk spänning på 3300 volt. Det är denna maskinhall som sedermera nyttjades som filmateljé. Från och med oktober 1904 köpte Stocksunds municipalsamhälle ström till gatubelysning och privata hushåll kunde ansluta sig till elnätet som SRJ stod för. Verkets två  höga skorstenar blev ett nytt inslag i stadsbilden och gav namn till nuvarande kvartersbeteckningen. År 1921 anslöts järnvägens elnät till Älvkarleby kraftverk men  ångkraftverket vid Stocksunds hamn blev kvar som reserv och den ena skorstenen revs. 1924 revs verkets ångpannor och generatorer och blev sedan fördelningsstation.

### Filmstudio och skola
Filminspelningar i gamla elverket började 1946 av Film AB Imago. Men innan dess revs den andra skorstenen som blivit fallfärdig och utgjorde en risk för omgivningen. Imago spelade in filmfarser som 91:an Karlsson, Kronblom, Oppåt med Gröna Hissen och Påhittiga Johansson. Även några scener ur Ingmar Bergmans Sånt händer inte här togs i elverket, men då hade Svensk Filmindustri övertagit lokalerna. År 1964 flyttade det fristående TV-produktionsbolaget Svensk TV-produktion (STV) in. Deras verksamhet upphörde 1967 och samma år flyttade Kommittén för television och radio i utbildningen, TRU in, som senare överlät lokalerna till Utbildningsradion som var där åren 1978-1993. Lokalerna används numera av Marina läroverket, som är en fristående skola i marin miljö med cirka 450 elever. Skolan erbjuder gymnasieutbildningar, vuxenutbildningar och ett antal fristående kurser.